# Uomo!
| Recensione      | Giudizio |
| --------------- | -------- |
| La casa del rap |          |
| Rockol          |          |

Uomo! è l'ottavo album in studio del rapper italiano Mondo Marcio, pubblicato l'8 marzo 2019 dalla Mondo Records.

## Tracce
Testi e musiche di Gian Marco Marcello, eccetto dove indicato.
1. Top Five – 2:27
2. Questi palazzi (featuring Gudda Gudda) – 4:39 (testo: Gian Marco Marcello, Carl Lilly Jr. – musica: Muzicheart)
3. DDR (Dio del rap) – 3:11 (musica: Muzicheart)
4. Leggenda urbana – 3:52
5. Vida loca – 3:01 (musica: Tyler Gabriele, Kyle Frankman)
6. Fuck Up the World (featuring Dave Muldoon) – 4:00 (testo: Gian Marco Marcello, Dave Muldoon)
7. Angeli e demoni (featuring Mina) – 3:26 (testo: Gian Marco Marcello, Mina – musica: Fabrizio Sotti)
8. Sogni nella bottiglia – 4:54
9. Nuova scuola – 3:00 (musica: Rob Curti)
10. La canzone che non ti ho mai scritto – 5:04

## Formazione
Musicisti
- Mondo Marcio – voce
- Gudda Gudda – voce aggiuntiva (traccia 2)
- Dave Muldoon – voce aggiuntiva (traccia 6)
- Mina – voce aggiuntiva (traccia 7)

Produzione
- Mondo Marcio – produzione (tracce 1, 4, 5, 6, 8 e 10)
- Muzicheart – produzione (tracce 2 e 3)
- Fast Life Beats – produzione (traccia 5)
- Fabrizio Sotti – produzione (traccia 7)
- Swede – produzione (traccia 9)
- Marco Zangirolami – missaggio, mastering

## Classifiche
| Classifica (2019) | Posizione massima |
| ----------------- | ----------------- |
| Italia            | 5                 |